# المسور بن عباد التميمي
أبو عمر المسور بن عمرو بن عباد بن الحصين الحبطي العمروي التميمي (64 هـ - 129 هـ / 684 م - 746 م) أمير من سادات العرب في البصرة، وكان سيد بني تميم في زمانه، ولي إمارة البصرة في عهد مروان بن محمد الأموي أخر خلفاء الدولة الأموية ووثب على ابن سهيل الأموي أمير البصرة ليزيد بن الوليد وهزمه وأجلاه عن البصرة، وكان من أسرةٍ شريفة فجده عباد بن الحصين من أشهر فرسان العرب في الإسلام. وقد ألف المدائني كتاباً تكلم فيه عن أخبار المسور بن عمرو.

## نسبه
هو المُسَور بن عُمَرو بن عباد بن الحصين بن يزيد بن عمرو بن أوس بن سيف بن عمرو بن جلدة بن نيار بن سعد بن الحارث وهو الحبط بن عمرو بن تميم بن مر الحبطي العمروي التميمي يُكَنى بأبي عُمَر .
وكان جده عباد بن الحصين فارساً بطلاً من فرسان العرب وشُجعانهم في الإسلام. قال الجاحظ: «عباد بن الحصين الحبطي الفارس الذي لم يدرك مثله». وقال في موضعٍ أخر: «عبّاد فارس النّاس غير مدافع».
وفي المُسَور بن عمرو بن عباد يقول الشاعر:
ومن أبنائه عبد الله بن المسور بن عُمَرو كان من أكابر أصحاب إبراهيم بن عبد الله بن الحسن بن الحسن بن علي بن علي بن أبي طالب الذي ثار عام 145 هـ على أبو جعفر المنصور.